# 第16回ヒューストン映画批評家協会賞
第16回ヒューストン映画批評家協会賞（16th Houston Film Critics Society Awards）は、2022年の映画を対象とした映画賞で、2023年2月18日にテキサス州のミッドタウン・アーツ&シアター・センター・ヒューストンで受賞作品が発表された。

## 概要
ノミネート作品は2023年1月10日に発表され、『イニシェリン島の精霊』『エブリシング・エブリウェア・オール・アット・ワンス』が最多9部門にノミネートされた。両作とも最多3部門を受賞し、『エブリシング・エブリウェア・オール・アット・ワンス』が作品賞を受賞した。ノミネート作品の発表に先立ち、2022年12月17日にはテキサス・インディペンデント映画賞のノミネート作品が発表された。
授賞式の司会はテキサス州内の映画批評家や映画業界人が務め、歌曲賞にノミネートされた5曲の演奏やテキサス・インディペンデント映画賞の授与が行われた。演奏は音楽監督のスコット・ベイトンが指揮者を務め、州内で活動するシェリア・モネア、キャメロン・スターンズ、シャンカル・ナーラーヤナンがパフォーマンスを行い、外国語映画賞の発表にはアルゼンチン、ベルギー、ドイツ、韓国の総領事が出席している。授賞式終了後は『エブリシング・エブリウェア・オール・アット・ワンス』をテーマにしたベーグル・ビュッフェが開催された。

## 受賞結果
| 作品賞 | 監督賞 |
| --- | --- |
| - 『エブリシング・エブリウェア・オール・アット・ワンス』 - 『イニシェリン島の精霊』 - 『エルヴィス』 - 『フェイブルマンズ』 - 『ギレルモ・デル・トロのピノッキオ』 - 『RRR』 - 『TAR/ター』 - 『ティル』 - 『トップガン マーヴェリック』 - 『ウーマン・トーキング 私たちの選択』                                                                                          | - ダニエル・クワン&ダニエル・シャイナート - 『エブリシング・エブリウェア・オール・アット・ワンス』 - トッド・フィールド - 『TAR/ター』 - バズ・ラーマン - 『エルヴィス』 - マーティン・マクドナー - 『イニシェリン島の精霊』 - サラ・ポーリー - 『ウーマン・トーキング 私たちの選択』 - スティーヴン・スピルバーグ - 『フェイブルマンズ』 |
| 主演男優賞 | 主演女優賞 |
| - コリン・ファレル - 『イニシェリン島の精霊』：パードリック役 - オースティン・バトラー - 『エルヴィス』：エルヴィス・プレスリー役 - トム・クルーズ - 『トップガン マーヴェリック』：ピート・“マーヴェリック”・ミッチェル海軍大佐役 - ブレンダン・フレイザー - 『ザ・ホエール』：チャーリー役 - ジェレミー・ポープ - 『インスペクション ここで生きる』：エリス・フレンチ役 | - ケイト・ブランシェット - 『TAR/ター』：リディア・ター役 - ヴィオラ・デイヴィス - 『ウーマン・キング 無敵の女戦士たち』：ナニスカ将軍役 - ダニエル・デッドワイラー - 『ティル』：メイミー・ティル - エマ・トンプソン - 『グッド・ラック・トゥ・ユー、レオ・グランデ』：ナンシー・ストークス役 - ミシェル・ヨー - 『エブリシング・エブリウェア・オール・アット・ワンス』：エヴリン・ワン・クワン役 |
| 助演男優賞 | 助演女優賞 |
| - キー・ホイ・クァン - 『エブリシング・エブリウェア・オール・アット・ワンス』：ウェイモンド・ワン役 - ブレンダン・グリーソン - 『イニシェリン島の精霊』：コルム役 - バリー・コーガン - 『イニシェリン島の精霊』：ドミニク役 - マーク・ライランス - 『ボーンズ アンド オール』：サリー役 - ベン・ウィショー - 『ウーマン・トーキング 私たちの選択』：オーガスト役          | - ケリー・コンドン - 『イニシェリン島の精霊』：シボーン・スーランウォーン役 - ジェシー・バックリー - 『ウーマン・トーキング 私たちの選択』：マリシェ役 - ジェイミー・リー・カーティス - 『エブリシング・エブリウェア・オール・アット・ワンス』：ディアドラ・ボーベアドラ役 - ステファニー・スー - 『エブリシング・エブリウェア・オール・アット・ワンス』：ジョイ・ワン / ジョブ・トゥパキ役 - ジャネール・モネイ - 『ナイブズ・アウト: グラス・オニオン』：カサンドラ・“アンディ”・ブランド、ヘレン・ブランド役 |
| 脚本賞 | アニメ映画賞 |
| - マーティン・マクドナー - 『イニシェリン島の精霊』 - ダニエル・クワン&ダニエル・シャイナート - 『エブリシング・エブリウェア・オール・アット・ワンス』 - スティーヴン・スピルバーグ、トニー・クシュナー - 『フェイブルマンズ』 - トッド・フィールド - 『TAR/ター』 - サラ・ポーリー、ミリアム・トウズ - 『ウーマン・トーキング 私たちの選択』                             | - 『ギレルモ・デル・トロのピノッキオ』 - 『アポロ10号 1/2: 宇宙時代のアドベンチャー』 - 『マルセル 靴をはいた小さな貝』 - 『長ぐつをはいたネコと9つの命』 - 『私ときどきレッサーパンダ』 |
| ドキュメンタリー映画賞 | 外国語映画賞 |
| - 『おやすみ オポチュニティ』 - 『All the Beauty and the Bloodshed』 - 『Bad Axe』 - 『ファイアー・オブ・ラブ 火山に人生を捧げた夫婦』 - 『ナワリヌイ』 | - 『RRR』（ インド） - 『西部戦線異状なし』（ ドイツ） - 『アルゼンチン1985 〜歴史を変えた裁判〜』（ アルゼンチン） - 『CLOSE/クロース』（ ベルギー） - 『別れる決心』（ 韓国） |
| 作曲賞 | 歌曲賞 |
| - アレクサンドル・デスプラ - 『ギレルモ・デル・トロのピノッキオ』 - ジャスティン・ハーウィッツ - 『バビロン』 - カーター・バーウェル - 『イニシェリン島の精霊』 - トレント・レズナー、アッティカス・ロス - 『エンパイア・オブ・ライト』 - ジョン・ウィリアムズ - 『フェイブルマンズ』 - ヒドゥル・グドナドッティル - 『ウーマン・トーキング 私たちの選択』                | - 「ナートゥ・ナートゥ」 - 『RRR』 - 「Ciao Papa」 - 『ギレルモ・デル・トロのピノッキオ』 - 「ホールド・マイ・ハンド」 - 『トップガン マーヴェリック』 - 「リフト・ミー・アップ」 - 『ブラックパンサー/ワカンダ・フォーエバー』 - 「Stand Up」 - 『ティル』 |
| 撮影賞 | 視覚効果賞 |
| - クラウディオ・ミランダ - 『トップガン マーヴェリック』 - ラッセル・カーペンター - 『アバター:ウェイ・オブ・ウォーター』 - リヌス・サンドグレン - 『バビロン』 - ヤヌス・カミンスキー - 『フェイブルマンズ』 - ホイテ・ヴァン・ホイテマ - 『NOPE/ノープ』 | - 『アバター:ウェイ・オブ・ウォーター』 - 『THE BATMAN-ザ・バットマン-』 - 『ブラックパンサー/ワカンダ・フォーエバー』 - 『RRR』 - 『トップガン マーヴェリック』 |
| アンサンブル・キャスト賞 | スタント・コーディネーション・チーム賞 |
| - 『ウーマン・トーキング 私たちの選択』 - 『イニシェリン島の精霊』 - 『エブリシング・エブリウェア・オール・アット・ワンス』 - 『フェイブルマンズ』 - 『ナイブズ・アウト: グラス・オニオン』 | - 『RRR』 - 『THE BATMAN-ザ・バットマン-』 - 『エブリシング・エブリウェア・オール・アット・ワンス』 - 『トップガン マーヴェリック』 - 『ウーマン・トーキング 私たちの選択』 |
| テキサス・インディペンデント映画賞 | |
| - 『アポロ10号 1/2: 宇宙時代のアドベンチャー』 - 『Acid Test』 - 『Conception』 - 『Deep in the Heart: A Texas Wildlife Story』 - 『Facing Nolan』 | |